# Blossevillekysten
Blossevillekysten er en stejl og vanskeligt tilgængelig kyststrækning mellem fjordene Scoresby Sund og Kangerlussuaq i Østgrønland.
Kysten er opkaldt efter den franske løjtnant Blosseville (1802-33), som i 1833 fra orlogsbriggen La Lilloise udfærdigede en kortskitse af kyststrækningen.

## Ekstern henvisning
1. Geologisk kort over Blossevillekysten 1 Arkiveret 6. december 2008 hos  Wayback Machine
2. Geologisk kort over Blossevillekysten 2 Arkiveret 6. december 2008 hos  Wayback Machine
3. Geologisk kort over Blossevillekysten 3 Arkiveret 1. november 2011 hos  Wayback Machine
4. Geologisk kort over Blossevillekysten 4 Arkiveret 1. november 2011 hos  Wayback Machine

68°45′N 26°25′V / 68.75°N 26.42°V